# オールスターびっくり新年会
『オールスターびっくり新年会』（オールスターびっくりしんねんかい）は、1974年から1978年、および1981年から1986年までフジテレビ系列で放送された正月特別番組である。通算11回（5回+6回）。

## 概要
夜店などを設置したスタジオに100名程の芸能人を招き、食べ物を食べたり会話をしたり、お座敷遊び風のゲームをしたりして楽しく過ごす番組。
当番組はシナリオが一切無く、参加芸能人が自由気ままに楽しんだり、自由に出たり入ったり出来るというのが、一般的な正月番組とは違っていた。
司会（番組では「幹事」と呼称）はコント55号が担当、また進行状態のナレーションは局アナが担当した。
1978年まで『火曜ワイドスペシャル』枠で放送して一旦中断、1981年からは幹事役の一人を萩本欽一から藤村俊二に交代（坂上二郎は継続）して再開したが、再開後はノンプライムで放送するのが多くなった。

## 放送年日時
| 期                   | 回 | 放送年月日   | 放送時間（JST）   | 備考                          |
| -------------------- | -- | ------------ | ----------------- | ----------------------------- |
| 1                    | 1  | 1974年1月8日 | 火曜20:00 - 21:25 | 唯一の「松の内」越え          |
| 1                    | 2  | 1975年1月7日 | 火曜20:00 - 21:25 |                               |
| 1                    | 3  | 1976年1月6日 | 火曜20:00 - 21:24 |                               |
| 1                    | 4  | 1977年1月4日 | 火曜20:00 - 21:24 |                               |
| 1                    | 5  | 1978年1月3日 | 火曜20:00 - 21:24 | 第1期最後                     |
| （この間、放送せず） |    |              |                   |                               |
| 2                    | 6  | 1981年1月1日 | 16:00 - 17:55     |                               |
| 2                    | 7  | 1982年1月1日 | 16:00 - 17:55     |                               |
| 2                    | 8  | 1983年1月3日 | 18:30 - 20:54     | 5年振りのゴールデンタイム放送 |
| 2                    | 9  | 1984年1月2日 | 13:00 - 15:25     |                               |
| 2                    | 10 | 1985年1月2日 | 13:00 - 15:25     |                               |
| 2                    | 11 | 1986年1月2日 | 12:00 - 13:30     |                               |

（『朝日新聞 縮刷版』朝日新聞社、1974年1月8日 - 1986年1月2日。ラジオ・テレビ欄）

## 提供
第1期は複数社提供（『火曜ワイドスペシャル』の通常スポンサー）だが、第2期はライオングループ（単独）に変更された。
- 当番組のオープニングキャッチは、日本テレビ系列の『全国高等学校クイズ選手権』に使用された物と同じ、30秒バージョンの物を使用していた。
- 番組内では、ライオン製品の生CMを行っていた。参加者が行う事も有った。

## 主なゲーム

### おちゃらか
- 男女1名ずつで行う、おちゃらか遊び。

### ひょっとこリレー
- 5名ほどの参加者が1列に並び、鉛筆を鼻と上唇の間に挟んで、端から端まで送っていく。

### ひっかけジェスチャー
- 一見ジェスチャーゲームだが、実はドッキリ。
- 参加者の誰か1名に「男女対抗ジェスチャーをしているから参加してくれ」などと言って、その1名にジェスチャーをさせる。だが答え手は答を知っており、知らないふりをしながら制限時間までジェスチャーをさせる。

### 片道電話
- 電話を使って行うゲーム。
- 参加者が誰か（大抵は夫か妻）に電話し、決められたキーワードを言わせば賞品が貰える。だが電話をしている参加者は決められた言葉しか言ってはいけない（別な言葉を言うと失格）。

### ヘルコンジャンケン
- 最後に行うゲームで、このコーナーのみ全参加者がゲーム会場の前に集結し、その中から幹事が挑戦者を選んで行う。
- いわゆる「たたいて・かぶって・ジャンケンポン」で、じゃんけんをして勝ったら、相手の頭をピコピコハンマーで殴る。負けた方は直ぐヘルメットを被り、逃れられたら続け、逃れずに殴られたら負けとなる。
- ストロング金剛などといった力自慢の参加者が出場した時には、皆は避けて見物していた。
- この後、皆に福袋が手渡されてお開きとなる。